# Талькі (Вармінсько-Мазурське воєводство)
Талькі (пол. Talki, нім. Talken) — село в Польщі, у гміні Видміни Гіжицького повіту Вармінсько-Мазурського воєводства.
Населення — 340 осіб (2011).

## Демографія
Демографічна структура станом на 31 березня 2011 року:
|          | Загалом | Допрацездатний вік | Працездатний вік | Постпрацездатний вік |
| -------- | ------- | ------------------ | ---------------- | -------------------- |
| Чоловіки | 169     | 39                 | 118              | 12                   |
| Жінки    | 171     | 37                 | 101              | 33                   |
| Разом    | 340     | 76                 | 219              | 45                   |